# Міст Ріальто
Міст Ріальто (італ. Ponte di Rialto) — міст через Гранд-канал в районі Ріальто у Венеції.  

## Історія

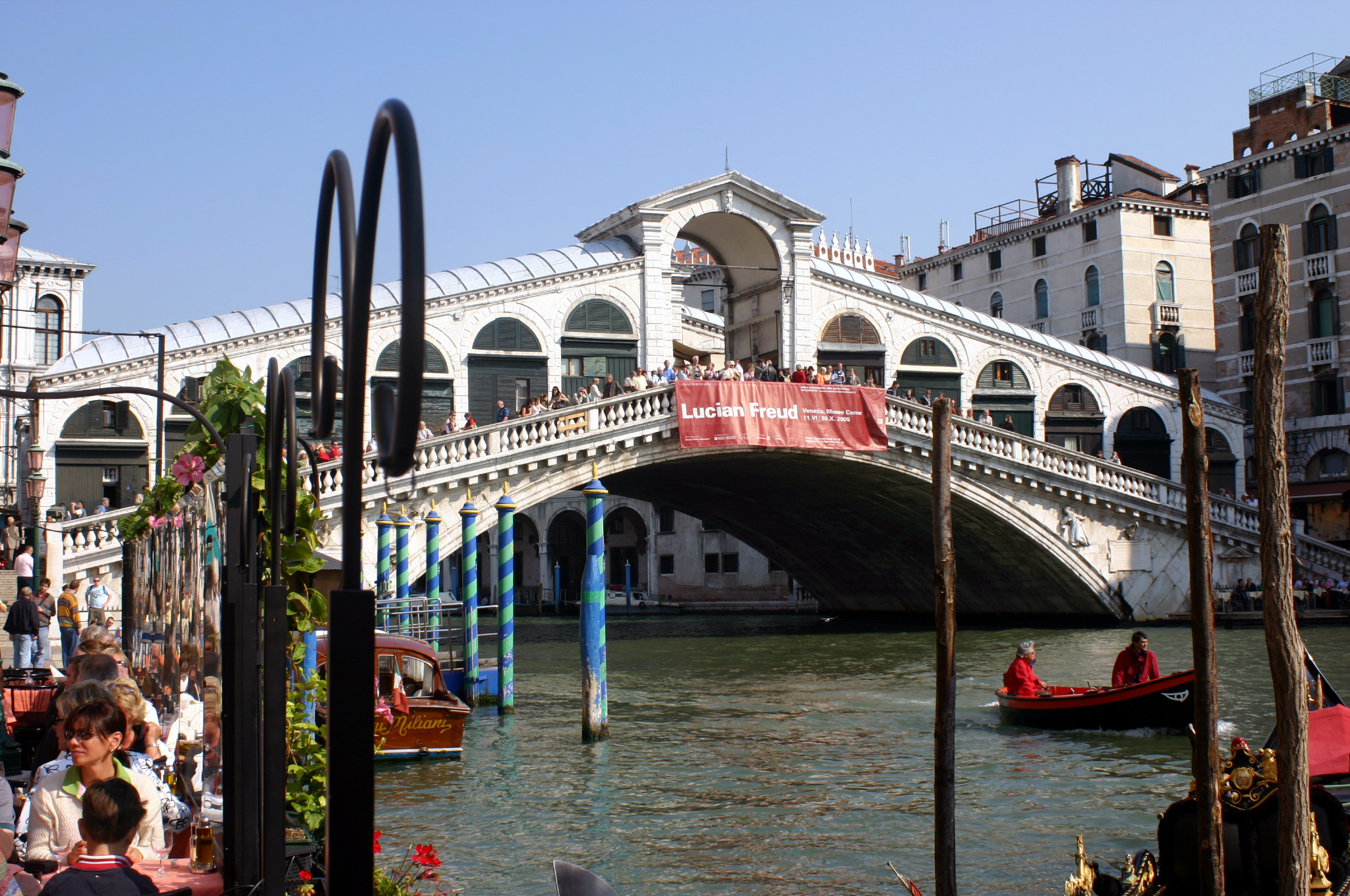
Міст Ріальто

Є першим і найдавнішим мостом через канал. Спочатку був дерев'яним. У 1444 міст обвалився; відбудований знову з дерева, він набув вбудованого механізму, що дозволяв розводити міст для проходу суден.  
Після обвалення двох частин моста, дож Паскуале Чіконья ухвалив рішення побудувати міцнішу кам'яну споруду. Будівництвом зайнявся Антоніо де Понті (Понті по-італійськи — міст), вигравши поспіль у таких знаменитостей, як Мікеланджело, Палладіо та Сансовіно. Міст був побудований між 1588 і 1591, і дійшов у такому вигляді до наших днів.
До 1854 був єдиним мостом через Гранд-канал.  
Міст складається з однієї арки завдовжки 28 метрів, його максимальна висота в центрі дорівнює 7,5 метрам. Він побудований в найвужчому місці Гранд-каналу. Міст спирається на 12 тисяч паль, вбитих в дно лагуни. На мосту розташовано 24 крамниці, розділені в центрі двома арками.  
На даний час Ріальто є одним з найвідоміших мостів Венеції.